# 아이자와 마이

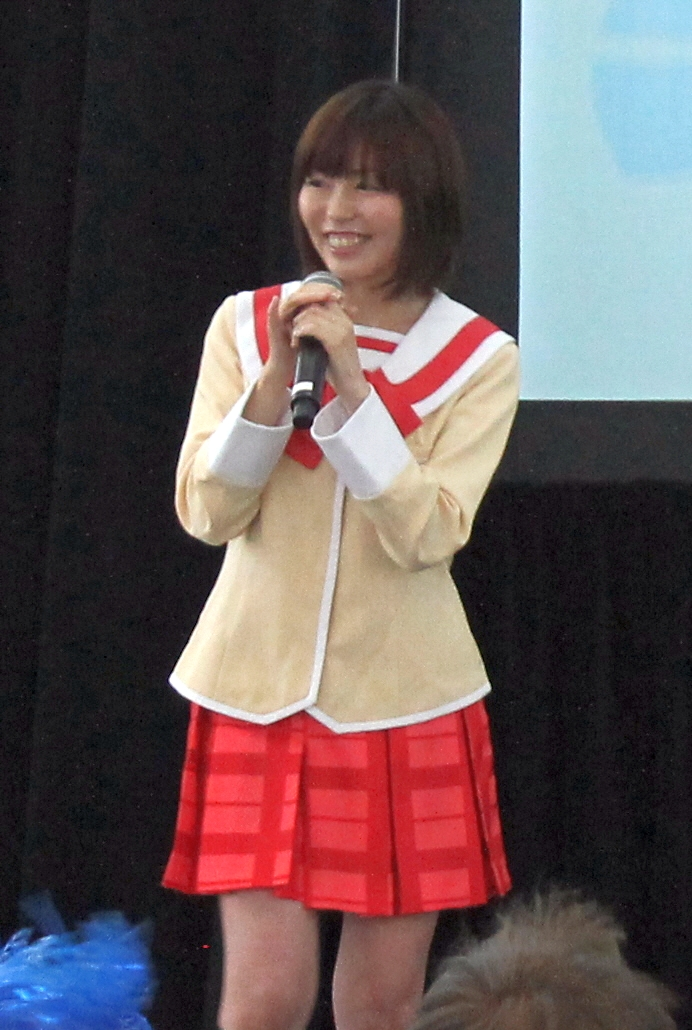
아이자와 마이

아이자와 마이 (相沢 舞, 1983년 8월 21일 - )는 일본의 여자 성우, 가수, 내레이터다. 아오니 프로덕션 제 24기 소속이다.
도쿄 도 출신에 혈액형은 A형이다. 애칭은 "모이모이" "모리소바" 등.
대표작으로는 "마법선생 네기마!"(무라카미 나츠미), "러키☆스타"(미네기시 아야노), "식령 제로"(진구지 아야메), "하늘을 올려다 본 소녀의 눈동자에 비친 세계"(히타카 유메미), "일상"(나가노하라 미오), "고분걸 코피"(코피) 등이 있다.
또, 2012년 5월 9일에 디지털 싱글 "너에게 닿기를"을 릴리스. 이후, 가수로서의 활동도 하고 있다. 가수로서는 빅터 엔터테인먼트에 소속.

## 인물
키는 145cm로 몸집이 작지만, 본인은 굽 높은 구두를 신고 어른스러운 모습을 하는 것 등, 키가 작은 것에 신경을 쓰고 있다. 그리고, 데뷔작 "마법선생 네기마!"의 녹화에서는, 키 높이에 맞는 마이크 스탠드가 준비되지 않았다고 한다.
고양이를 좋아하고, 블로그와 트위터에서는 친정의 애묘인 "아즈기"나 현재의 애묘인 "타비", 근처의 길고양이와 노는 모습이 공개되었다. 좋아하는 음식은 마시멜로와 고수. 그 중에서도 고수는 외식할 때에 특별히 많이 주문할 정도. "절대무적 라이징오", "마크로스 7", "신세기 에반게리온", "이니셜 D", "SD건담 외전" 같은 작품을 좋아한다.
꽃가루 알레르기 때문에 중학교 때부터 고민하고 있다고 한다. 2007년에는 스기타 토모카즈의 권유를 받고 한약을 쓰기도 했고, 2008년에는 레이저 방사 치료를 받기도 했다.

### 내력
어린 시절, 성우에 흥미를 가졌다. 고교 졸업 후, 직장 여성으로서 사무의 일을 하고 있었지만, 직장의 회사가 도산한 것으로 실업했다. 그러나 실업을 계기로 여러 가지 생각하게 되는데, 어린 시절의 꿈인 성우를 지망하게 되고, 아오니 학원 입숙. 졸업 후에는 현재의 아오니 프로덕션에 소속되었다.
2005년에 "마법선생 네기마!"의 무라카미 나츠미 役으로 데뷔. 2009년에는 "하늘을 올려다 본 소녀의 눈동자에 비친 세계"의 히타카 유메미 役으로 처음으로 주역을 맡았다. 같은 해 "고분걸 코피"에서 코피 役을 맡고, 이후 개구리 남자 상회 작품의 출연도 많다.
2012년 5월 9일에 디지털 싱글 "너에게 닿기를"로 가수 데뷔를 했다.

### 에피소드
"미소녀 닌자 샤이닝 걸!"의 드라마 CD에서는 역할이 다른 캐릭터 3역을 혼자 했다.그 중의 에피소드"홍환와 쌍둥이 혼자 잘하라고 부르지 마세요"에서는 3명의 복잡한 교환을 내내 연지분케, 저자의 천마등에서 "인간 기술이 아니다"로 평가됐다.
"슈퍼 로봇 대전 OG ORIGINAL GENERATIONS"의 스탭 롤에서 Special Thanks에 이름을 올렸다.
2006년부터 라디오 퍼스널리티에서 계속 나오고 있다.
"슈퍼 로봇 대전 OG - 디 인스펙터"에서 아이자와가 하는 오리지널 캐릭터인 아즈키 사와는 아이자와 본인이 모델이다. 이름은 아이자와의 애묘에서 가져왔으며, 가슴의 크기는 아이자와가 정했다고 한다.
오토 백스에서 아르바이트를 한 적이 있다. 엔진 오일을 전문 분야로 일을 하고 있었고, 사무소의 샘플 보이스에서도 이를 화두로 삼고 있다.

## 출연 작품
※두꺼운 글자는 메인 캐릭터

### TV 애니메이션
2005년
- AIR (여자 아이)
- 무적코털 보보보 (코파치)
- 마법선생 네기마! (무라카미 나츠미)

2006년
- 꿈의 사도 (키사라기 마유미)
- 네기마!? (무라카미 나츠미)
- 링에 걸어라 1 미일결전편 (캐서린)
- ARIA (페어 운디네)

2007년
- 게게게의 키타로 (5기) (아이, 목소리)
- 러키☆스타 (미네기시 아야노)
- 레 미제라블 소녀 코제트 (여자 아이)
- 전뇌 코일 (칸나)
- 클라나드 (니시나 리에)

2008년
- 로자리오와 뱀파이어 (학생)
- 식령 제로 (진구지 아야메)
- 수신연무 HERO TALES (貂雛)
- 일하는 키즈 마이햄스터 (리리)

2009년
- 쥬로링 동물탐정 (새끼 원숭이)
- 키디 걸랜드 (아리사, 소녀)
- 클라나드 ~AFTER STORY~ (니시나 리에)
- 완소! 퍼펙트 반장 (미나미 마아사)
- 고분걸 코피 캠퍼스 라이프 (코피〈2대째〉, 드로시 외의 여성 캐릭터)
- 하늘을 올려다 본 소녀의 눈동자에 비친 세계 (히타카 유메미)

2010년
- 놀러 갈게! (오오시로 아리사)
- 괴담 레스토랑 (쥰코)
- 슈퍼로봇대전 OG 디 인스펙터 (아즈키 사와)
- 드래곤볼 改 (나메크 성인 아이)
- 강철의 연금술사 FULLMETAL ALCHEMIST (창구 아가씨)
- 포켓몬스터 베스트위시 (벨의 치라미)
- 링에 걸어라 1 영도편 (캐서린)

2011년
- 크로스 파이트 비다맨 (카츠미야 슈몬)
- 시오도메 케이블 테레비 (인주 쿄코, 아사노, 에시카르, 코히나타, 히카와 레이코, 여자 손님, 여자 주자)
- 스켓 댄스 (쿠라모토 아유미)
- 날아라! 호빵맨 (집짓기왕자)
- 골판지 전사 (여성 오퍼레이터, 학생)
- 일상 (나가노하라 미오)
- 후지로그 시즌 2 (노구치 미에코)
- 미래일기 (우류 미네네)
- 링에 걸어라 1 세계대회편 (캐서린)

2012년
- 샤이닝 하츠 ~행복의 빵~ (네리스)
- 즈모모와 누페페 (누페페)
- 매의발톱단 NEO (모모타로)

2013년
- 크로스 파이트 비다맨 es (카츠미야 슈몬)
- 쥬얼펫 해피니스 (와니야마 루루카)
- ONE PIECE (진코, 아이, 켄타우루스)

2014년
- 전자상가의 서점 아가씨 (카메코)
- 도쿄ESP (쿠로이 코부시)

2019년
- 반짝반짝 해피★ 열려라! 코코타마 (마인)

### OVA
2006년
- 네기마!? 봄・여름 (무라카미 나츠미)

2008년
- 마법선생 네기마! ~하얀 날개 ALA ALBA~ (무라카미 나츠미)
- 부드럽게 삼국지를 자극하라! 여포코쨩 (아이)
- 러키☆스타 OVA (오리지널한 비쥬얼과 애니메이션) (미네기시 아야노)

2009년
- 마법선생 네기마! ~또 하나의 세계~ (무라카미 나츠미)

2010년
- 미래일기 파일럿판 DVD (우류 미네네)

2011년
- 놀러갈게! 오브이에이에서 놀러왔습니다! OVA (오오시로 아리사)
- 일상 "일상의 0화" (나가노하라 미오)

2012년
- 애매! 모에 Can 체인지! (모에기 안나)
- 루팡 샨세

### 극장 애니메이션
2009년
- 천상인과 아쿠토인 최후의 전투 (히타카 유메미)

2010년
- 고분데렐라 (코피〈2대째〉, 나레이터)
- 스즈미야 하루히의 소실 (사카나카 요시미)

2011년
- 극장판 마법선생 네기마! ANIME FINAL (무라카미 나츠미)

### 웹 애니메이션
2010년
- 일해라! 요시다군 (히이라기 토시카와)

2012년
- 매의발톱단.jp (히이라기 토시카와)

2014년
- 채널 5.5 (사와타리 히로코, 피로 야마다)